# The Good Girl
The Good Girl er en film fra 2002, instrueret af Miguel Arteta og skrevet af Mike White. Dette er den eneste film, hvor Jennifer Aniston optræder nøgen; dermed R-rating.

## Handling
Filmen starter med at en fortæller, fortæller om Justine Lasts liv (Jennifer Aniston). Hun er en trist og ensom 30-årig, som bor i den støvede Texas-by i midten af intetsted. Hun arbejder i det lokale Retail Rodeo (en mere snusket udgave af Wal-Mart), sammen med Cheryl (Zooey Deschanel), en kynisk ung pige som sælger produkter til de søvnige kunder; Gwen (Deborah Rush) en overdreven ældre kvinde, som arbejder med Justine i kosmetikafdelingen; og Corny (Mike White), den Bibel-besatte sikkerhedsvagt. 
Justines liv er ikke hjemme hos hende selv. Hun vender hver dag hjem til hendes tåbelige mand Phil (John C. Reilly), en husmaler, som tilbringer mere tid med at blive skæv og fuld på sofaen med sin bedste ven Bubba (Tim Blake Nelson), end på at arbejde. Justines liv er kedeligt, og imens hun planlægger at få et barn med Phil, for at få mere spænding i hendes liv, føler hun sig fanget, og der er ikke nogen vej ud. 
Alt dette ændres en dag, da en ny ung ekspedient kaldet Holden Worther (Jake Gyllenhaal) begynder at arbejde på Retail Rodeo. Holden holder sig til sig selv og har altid næsen i en kopi af Forbandede ungdom, og hævder at hans liv er parallelt med Holden Caulfields. Justine og Holden begynder at tilbringe meget tid sammen, da de spiser frokost sammen og hænger ud sammen efter arbejdstid. 
En dag møder Holden ikke op på arbejde, men sender et brev til Justine, som siger at hvis hun ikke mødes med ham kl. 17 den dag, så vil hun aldrig se ham igen. Justine planlægger at mødes med ham, da Gwen pludselig får det dårligt og skal køres på hospitalet. Justine er nødt til køre hende, men efterlader hende så ved indgangen og drøner op for at mødes med Holden. Selvom at hun kommer en halv time for sent, venter Holden på hende. Justine og Holden indleder dermed et forhold, fortsætter til et motel, hvor de har passioneret sex. Over de næste par dage, begynder Justine at føle sig mere levende end hun har gjort i lang tid. 
Holde og Justine fortsætter deres forhold og holder det hemmeligt for deres kollegaer, Phil og Holdens forældre. De får skabt en slags vane ved at møde op ved et motel, hvor de så har sex. Justine er lige ved at blive afsløret flere gange, da hun løber ind i motel-ejeren i en kirke, hvor hun og Phil går til Bibel-timer. 
En dag opdager Corny, sikkerhedsvagten, via sikkerhedskameraet Justine og Holden kysse hinanden. Han konfronterer Justine, men ender med at tie stille. Tingene bliver mere kompliceret, da Bubba også opdager affæren, hvorefter han inviterer Justine hjem til ham, hvor han fortæller, hvad han ved. Bubba afpresser Justine, ved at sige at han ikke vil fortælle Phil noget, hvis bare Justine har sex med ham. Justine indvilliger modvilligt, selvom at mens de "elsker", så står Holden og ser på. Senere konfronterer Holden Justine, og kalder hende en hor for at have været utro mod ham (det er også her at Holdens følelsesmæssige og muligvis psykiske og forstyrrede side). 
Adskillige dage senere, får Justine pludselig mavekramper, og hendes bryster begynder at svulme op, og hun ved ikke hvorfor. En af hendes venner siger at hun måske er gravid, og Justine indser at det kan være grunden. Da en positiv graviditetstest kommer tilbage, tror Phil at det er hans barn, imens Justine indser at det nok er Holdens barn. Justine fortæller senere Holden, som insisterer på at det er hans barn, og Justine kan ikke sige andet. 
Phil modtager bagefter en tidligere sædprøve, som siger at han faktisk er steril, fordi han har røget så meget hash i tidens løb. Justine får ham overbevist om at prøven var forkert, men Phil finder derefter regninger fra motellet og regner ud at Justine har haft en affære. Phil bryder sammen og spørger hvis barn det er. Justine lyver og siger, at det er hans. 
Holden, som venter på Justine, så han kan overbevise hende om at de kan begynde et nyt liv sammen med hende og barnet, røver Retail Rodeo for $15.000. Så på flugt fra politiet, arrangerer Holden et møde med Justine på motellet og derefter forlade byen. Justine skal nu foretage et valg: leve livet som flugtning fra politiet med Holden, eller og fortsætte sit liv hos Phil, og fortælle politiet, hvor Holden opholder sig. Justine fortæller politiet, hvor han er, og omringet og ikke have lyst til at blive arresteret begår Holden selvmord. 
Filmen ender med at Justin endelig accepterer hendes liv med Phil og deres nyfødte lille pige.

## Skuespillere
- Jennifer Aniston som Justine Last
- Jake Gyllenhaal som Thomas "Holden" Worther
- John C. Reilly som Phil Last
- John Carroll Lynch som Jack Field, ejeren af butikken
- Tim Blake Nelson som Bubba, Phils bedste ven
- Zooey Deschanel som Cheryl, medarbejder i kosmetikafdelingen
- Mike White som Corny, sikkerhedsvagt